# میوه‌خورک سبزوسیاه
میوه‌خورک سبزوسیاه (نام علمی: Pipreola riefferii) نام یک گونه از سرده میوه‌خورک است.